# São Sebastião dos Carros
São Sebastião dos Carros is een plaats (freguesia) in de Portugese gemeente Mértola en telt 300 inwoners (2001).